# Amanda Somerville
Amanda Somerville (* 7. März 1979 in Flushing, Michigan) ist eine US-amerikanische Singer-Songwriterin (Mezzosopran) und Stimmtrainerin bzw. Vocalcoach. Sie ist jedoch besser bekannt für ihre Zusammenarbeit mit verschiedenen europäischen Metalbands. Seit 1999 wohnt und arbeitet sie hauptsächlich in Deutschland und den Niederlanden.

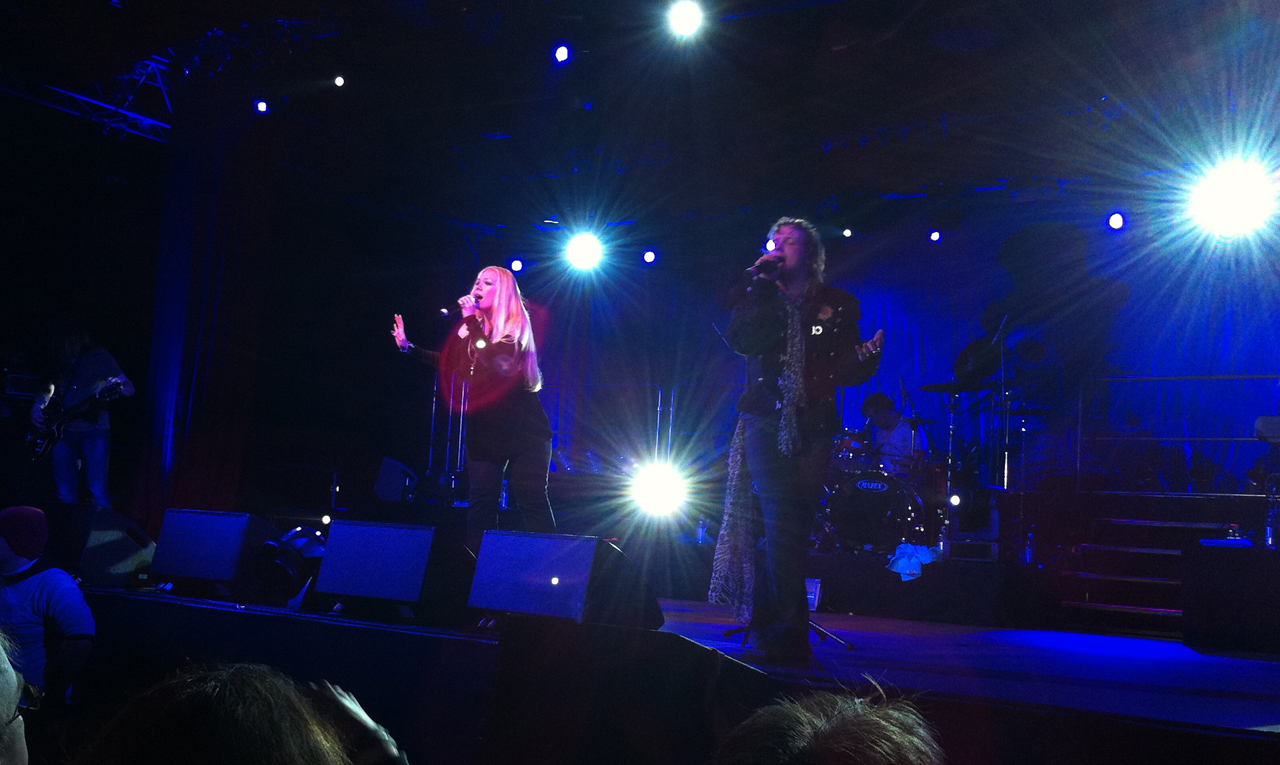
Amanda Somerville mit Tobias Sammet

## Privatleben
Am 28. Juli 2014 gab Amanda Somerville ihre Hochzeit mit dem niederländischen Musiker Sander Gommans (Ex-After Forever) bekannt. Am 17. Juli 2015 wurde eine gemeinsame Tochter geboren.

## Diskografie
Amanda Somerville steht bei keiner Plattenfirma fest unter Vertrag und ist Mitglied der Band Exit Eden. Ihre Diskografie ist vor allem durch Koproduktionen und die Mitarbeit bei anderen Projekten geprägt.

### Solokarriere
Die Schwerpunkte ihrer Solokarriere liegen auf Pop/Rock mit einigen Einflüssen aus dem Hard Rock sowie der Folkmusik und dem Soul. Stilistisch sticht vor allem die Metaloper Days of Rising Doom hervor, für die sie das Konzept erstellte, alle Texte schrieb und teilweise auch die Musik komponierte. Außerdem wirkte sie als Sängerin und Vocalcoach mit.
- In the Beginning There Was … (Album, 2000)
- Blue Nothing (EP, 2000)
- Never Alone (EP, 2003)
- Days of Rising Doom (Album, 2003)
- Windows (Album, 2008)

Live hat sie als Solokünstlerin mit folgendem Line-up von deutschen Musikern gespielt:
- Amanda Somerville – Gesang, Klavier
- Sascha Paeth – Gitarre, Backing Vocals
- Olaf Reitmeier – Bass, Backing Vocals
- Michael "Miro" Rodenberg – Keyboards, Backing Vocals
- Robert Hunecke-Rizzo – Schlagzeug, Backing Vocals

### Trillium
Metal-Projekt; anfänglich mit Musikern ihrer Solo-Live-Band (siehe vorheriger Abschnitt) sowie ihrem späteren Ehemann Sander Gommans. Auf dem 2018 erschienenen Album Tectonic waren neben Gommans hauptsächlich André Borgman (ebenfalls ex-After Forever, Schlagzeug) und Erik van Ittersum (Keyboards) beteiligt.
- Alloy (2011)
- Tectonic (2018)

### Kooperationen und Gastauftritte
An folgenden Alben war Amanda hauptsächlich als Sängerin, Vocalcoach, Produzentin und Chorleiterin beteiligt:
- Kiske/Somerville - City of Heroes (2015), Kooperation mit Michael Kiske; Sängerin
- Aeverium - Break Out (2015); Sängerin
- HDK – Serenades of the Netherworld (2014); Sängerin
- Xandria - Sacrificium (2014); Sängerin
- Kiske/Somerville – Kiske/Somerville (2010), Kooperation mit Michael Kiske; Sängerin
- HDK – System Overload (2009); Komplettkonzept der Liedtexte, Sängerin und Koproduzentin
- Avantasia – The Scarecrow (2008), The Metal Opera Comes to Town Tour (2010); The Mystery of Time (2013); Sängerin
- Epica – The Phantom Agony (2003), We Will Take You With Us (2004), Consign to Oblivion (2005), The Road to Paradiso (2006), The Divine Conspiracy (2007), The Classical Conspiracy (2009), Sängerin während der USA/Kanada Tour (2008); Vocalcoach, Sängerin, Mitautorin, Produzentin
- After Forever – Invisible Circles (2004), Remagine (2005), After Forever (2007); Vocalcoach, Sängerin, Produzentin
- Asrai – Touch in the Dark (2004); Textüberarbeitung
- Edguy – Hellfire Club (2004), Rocket Ride (2006); Sängerin, Textüberarbeitung
- Kamelot – The Black Halo (2005), Ghost Opera (2007),  Poetry For The Poisoned (2010); Sängerin, Textüberarbeitung
- Shaman – Ritual (2002), Reason (2005); Sängerin, Textüberarbeitung
- Mob Rules – Hollowed Be Thy Name (2002); Sängerin
- Luca Turilli – Prophet of the Last Eclipse (2002); Sängerin
- Virgo – Virgo (2001); Sängerin, Textüberarbeitung

- Verschiedene Kooperationen mit anderen Bands (Felony, Reverend Right Time and the First Cousins of Funk, Lunatica, Ebony Ark, Kambrium etc.)

Außerdem wurde sie auch beauftragt für
- Phæno Science Center (2005) einen Song für die Eröffnungsfeier zu schreiben und zu singen.
- Böhringer Ingelheim (2005) zwei Jingles für einen neuen Impfstoff gegen eine Schweinekrankheit zu schreiben.

Im Sommer 2014 nahm sie an der dritten Ausgabe der ProSieben-Musikshow Keep Your Light Shining teil, belegte dort aber den letzten Platz.